# Huib van Hove
Hubertus (Huib) van Hove Bz. (Den Haag, 13 mei 1814 - Antwerpen, 14 november 1865) was een Nederlands kunstschilder. Hij schilderde in een romantisch-realistische stijl.

## Leven en werk
Huib van Hove was een zoon van de romantisch-realistische kunstschilder Bart van Hove en halfbroer van Jan van Hove. Hij werd opgeleid in het atelier van zijn vader, samen met onder anderen zijn broer en Johannes Bosboom. Regelmatig voorzag hij de schilderijen van zijn vader van figuren. Later trad hij ook nog in de leer bij Hendrik van de Sande Bakhuyzen.
Van Hove begon als landschapsschilder, maar maakte later vooral naam met zijn interieurs, vanwege het zicht via openstaande deuren op aangrenzende kamers of binnenplaatsen ook wel "doorkijkjes" genoemd. Herkenbaar is de invloed van Pieter de Hooch. Net als zijn vader werkte hij in een romantische stijl, maar met een duidelijk realistische inslag. Hij had een voorkeur voor heldere kleuren, die hij vaak in sterke contrasten afbeeldde. Compositorisch zijn zijn werken strak, rustig en afgewogen. Hij maakte ook etsen en aquarellen.
Van Hove was als docent van de Haagse Academie van Beeldende Kunsten de leermeester van meerdere schilders uit de Haagse School, waaronder Jacob Maris, Christoffel Bisschop, Hendrik Scheeres, Jan Stroebel en Maurits Leon. Op latere leeftijd week hij om fiscale redenen uit naar Antwerpen, waar hij ook les gaf aan de Academie. Zijn werk bevindt zich in de collecties van onder andere het Rijksmuseum Amsterdam (ook veel grafisch werk), Teylers Museum, Museum Boijmans Van Beuningen, het Kröller-Müller Museum en buiten Nederland in het British Museum.

## Galerij

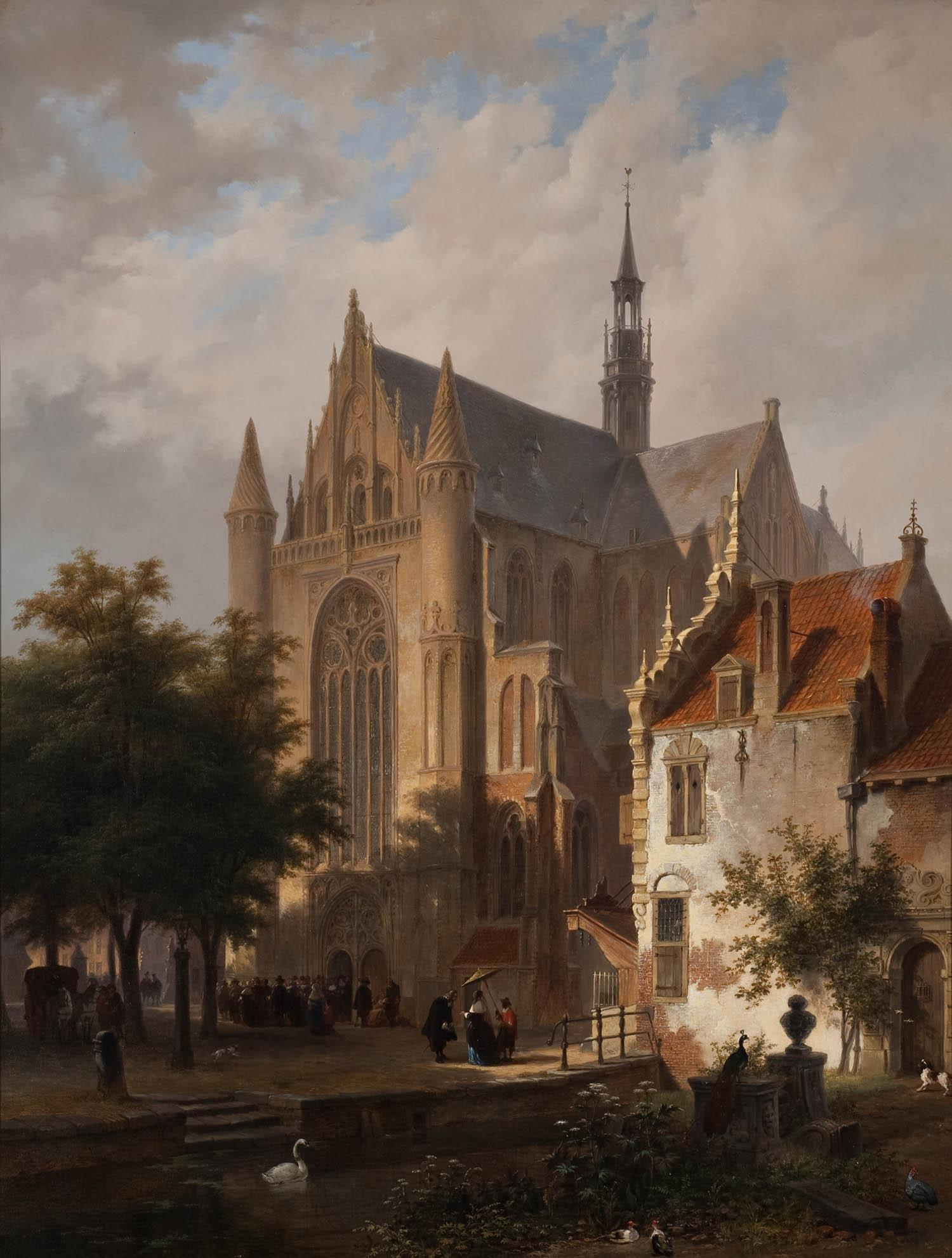
Het uitgaan van de kerk in Leiden (1846), door zijn vader Bart, met figuren door Huib
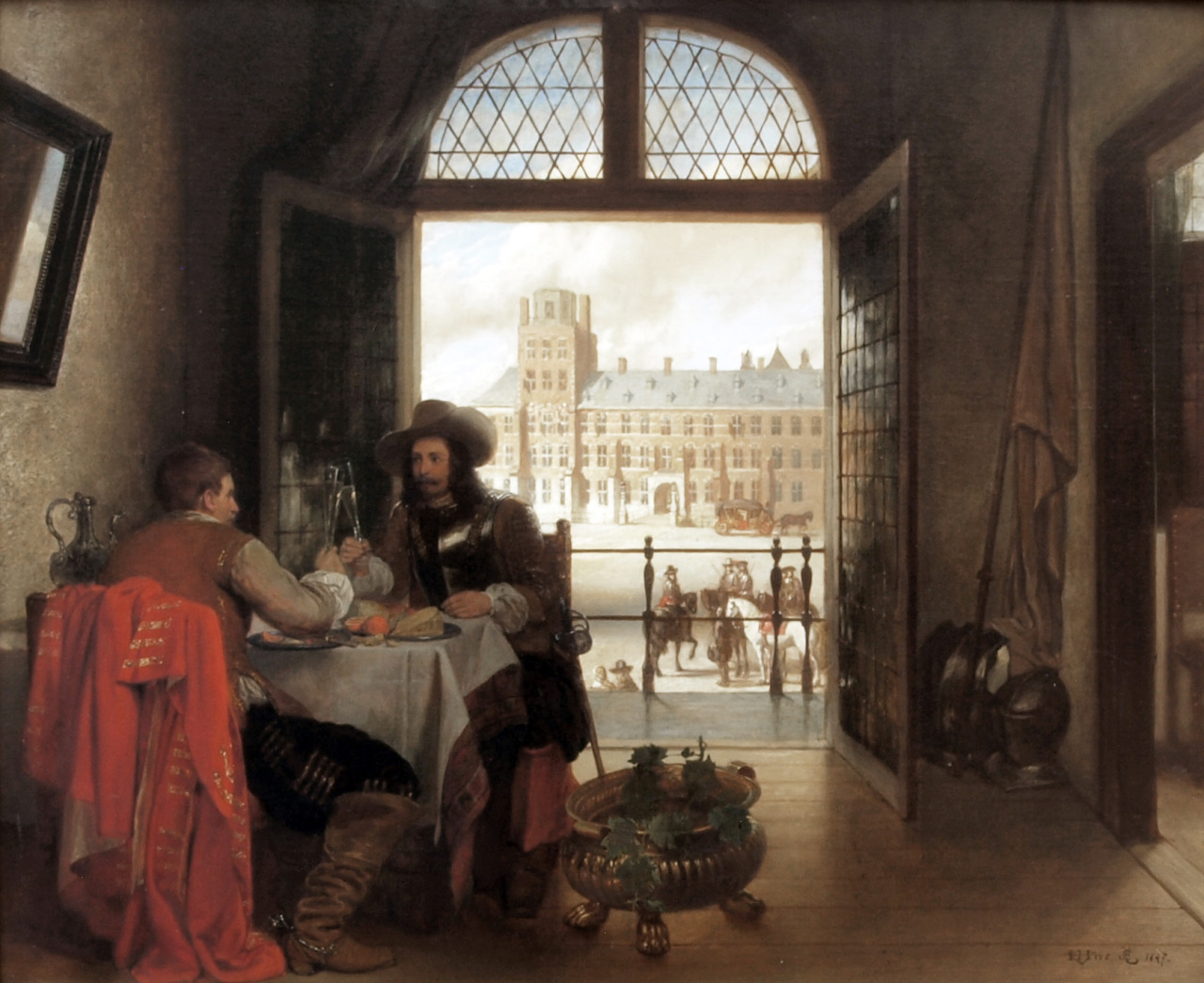
Het afscheid (1847)
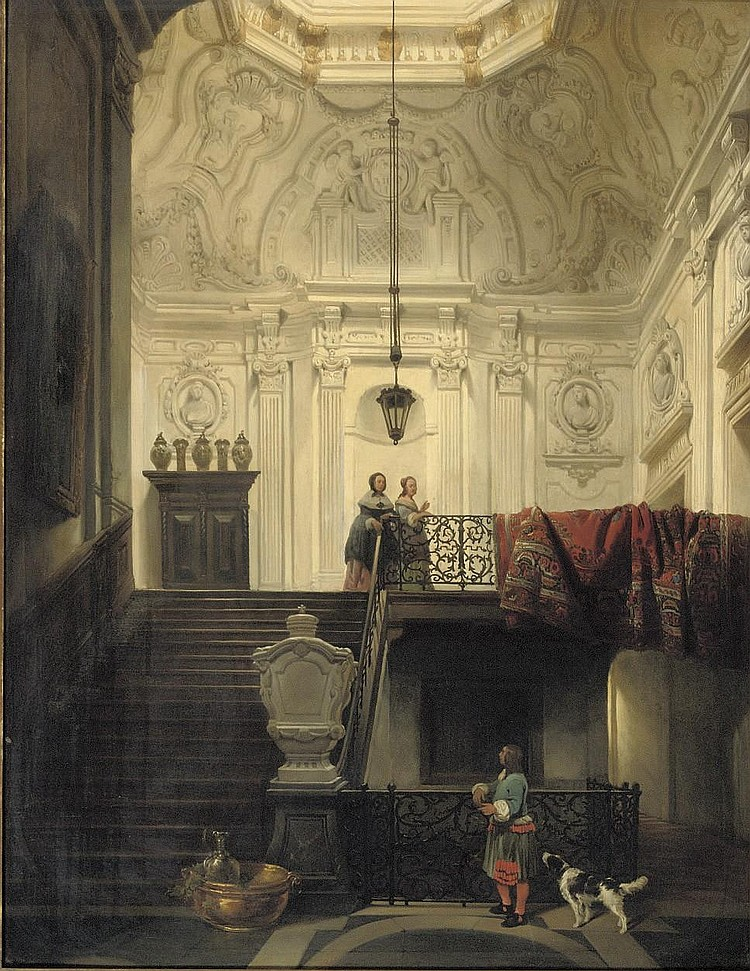
Elegante figuren in het interieur van Huis Schuylenburch (ca. 1850)
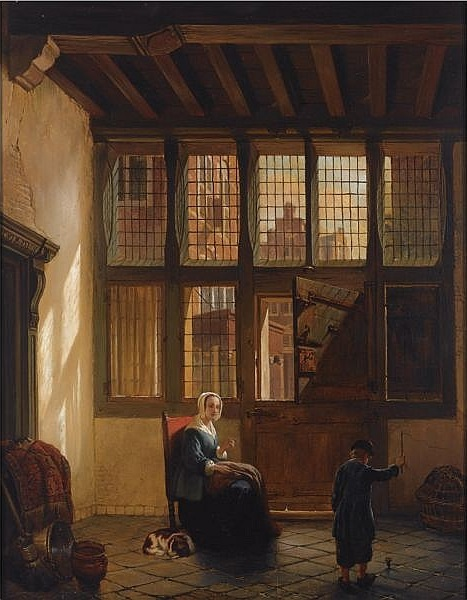
Moeder en tollend kind in een interieur (ca. 1850)
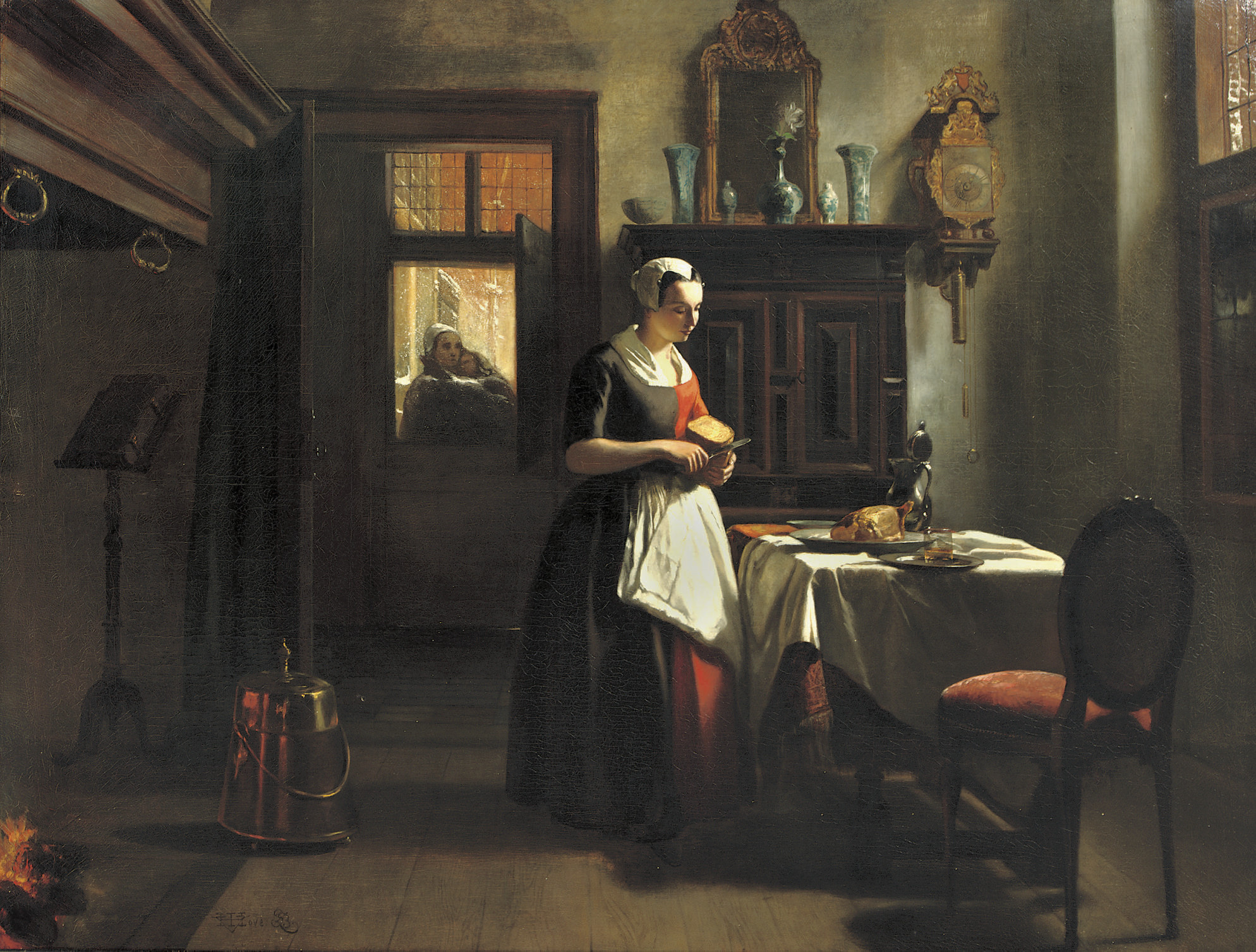
Een Amsterdams weesmeisje dekt de tafel ("doorkijkje") (ca. 1850)
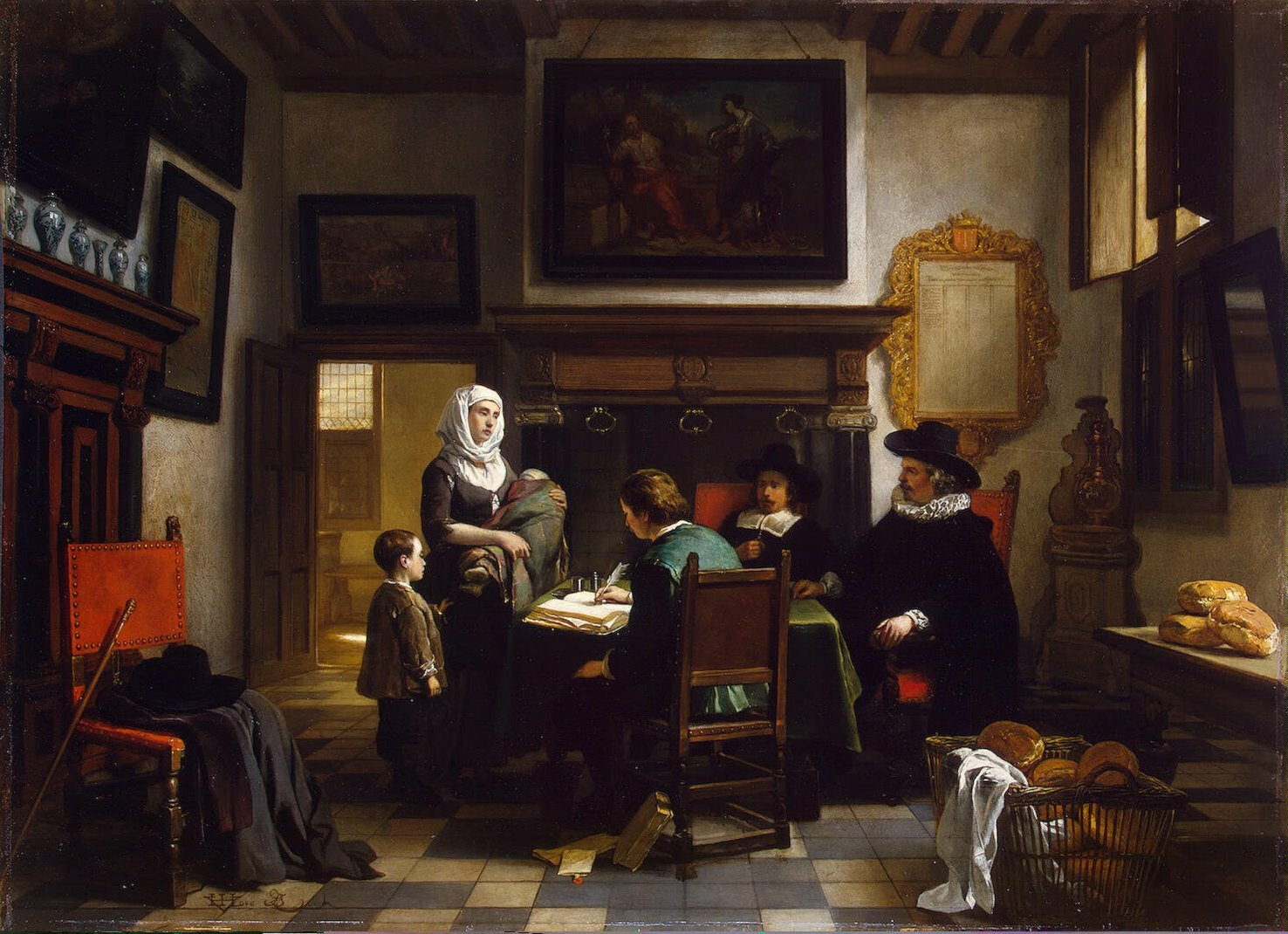
Uitgifte van een aalmoes in het liefdadigheidshuis (ca. 1850)